# Sierra de Francia (berg i Spanien)
Sierra de Francia är ett berg i Spanien.   Det ligger i regionen Kastilien och Leon, i den centrala delen av landet, 200 km väster om huvudstaden Madrid. Toppen på Sierra de Francia är 422 meter över havet. Arean är 628 kvadratkilometer.
Terrängen runt Sierra de Francia är varierad. Runt Sierra de Francia är det ganska glesbefolkat, med 38 invånare per kvadratkilometer. Närmaste större samhälle är Hervás, 11,5 km öster om Sierra de Francia. 